# The Sinister Urge (album)
The Sinister Urge è il secondo album da solista di Rob Zombie, pubblicato il 13 novembre 2001 dalla Geffen Records. Il titolo è ispirato all'omonimo film di Ed Wood del 1960.
Alla canzone Iron Head partecipa Ozzy Osbourne, mentre in Dead Girl Superstar è presente un assolo di chitarra suonato da Kerry King degli Slayer.

## Tracce
1. Sinners, Inc. – 1:17
2. Demon Speeding – 3:44
3. Dead Girl Superstar – 2:28
4. Never Gonna Stop (The Red Red Kroovy) – 3:09
5. Iron Head - 4:10
6. (Go to) California – 3:25
7. Feel So Numb – 3:53
8. Transylvanian Transmission, Pt. 1 – 1:09
9. Bring Her Down (To Crippletown) – 3:59
10. Scum of the Earth – 2:55
11. House of 1000 Corpses – 9:27 – contiene la ghost track Unholy Three

## Formazione
- Rob Zombie - voce
- Riggs - chitarra
- Blasko - basso
- Tempesta - batteria, percussioni
- Ozzy Osbourne - voce secondaria (traccia 5)
- Kerry King - chitarra (traccia 3)